# Stephen Powers
Stephen Powers (Waterford, Ohio, juliol de 1840 – Jacksonville (Florida), 2 d'abril, 1904) va ser un periodista, etnògraf i historiador nord-americà de les tribus natives americanes de Califòrnia. Va viatjar molt per estudiar i aprendre sobre les seves cultures, i va escriure relats notables d'elles. Els seus articles van ser publicats per primera vegada durant una sèrie d'anys a la revista "Overland Monthly", però recollits a "The Tribes of California" (1877) publicat pel Servei Geològic dels Estats Units.

## Joventut
Stephen Powers va assistir i es va graduar a la Universitat de Michigan el 1863. Durant els anys de la Guerra Civil americana, Powers va servir com a corresponsal de l'exèrcit de la Unió per al diari comercial de Cincinnati.
El 1869 Powers va deixar Ohio per a l'Oest. Va caminar pel sud i l'oest dels Estats Units fins al seu destí de San Francisco, Califòrnia. Després d'arribar, Powers va escriure sobre les seves experiències i observacions, i va publicar el seu llibre el 1871.

## Nadius americans de Califòrnia
Entre 1871 i 1876, Stephen Powers va viatjar milers de quilòmetres a peu i a cavall per les regions del nord, la costa central i les grans regions de la vall central de Califòrnia. Es va familiaritzar molt amb els diferents grups de població i tribus indis nadius de Califòrnia. Va estudiar les seves vides i oficis, incloent: creences i cerimònies espirituals i religioses; llengües indígenes, narracions i mitologia; formes d'art de cistelleria, art rupestre, talles, ceràmica i teixit; habitatges i pertinences.
També va estudiar les seves maneres d'interactuar amb plantes i animals per menjar, roba, medicaments i eines. Va poder observar i documentar les seves adaptacions a les circumstàncies de cent anys d'invasions de la pàtria per part d'immigrants espanyols, mexicans i europeus-americans que s'instal·len a les seves terres, i les conseqüències resultants.
Stephen Powers va publicar els seus diversos estudis etnogràfics en una sèrie d'articles, que van aparèixer principalment a la revista Overland Monthly de 1872 a 1877.

## Tribus de Califòrnia
Stephen Powers va reelaborar posteriorment els seus articles, notes i altres materials de les tribus de Califòrnia per a la publicació d'un llibre. Es va publicar el 1877 com a part de la sèrie "Geographical and Geological Survey of the Rocky Mountain Region", patrocinada pel govern federal, editada pel reconegut geòleg occidental John Wesley Powell, aleshores director del Servei Geològic del Departament d'Interior, així com l'Oficina d'Estudis Etnològics de la Smithsonian Institution.
Alfred Louis Kroeber, antropòleg, director de la Universitat de Califòrnia, el Museu d'Antropologia de Berkeley i el degà dels etnòlegs natius de Califòrnia, va dir al llibre de Stephen Powers Tribes of California: "..., sempre seguirà sent la millor introducció al tema".

## Llegat
El seu llibre i articles estan en mans de la seva alma mater, la Universitat de Michigan, que els ha posat en línia com a part de la col·laboració Making of America entre les principals universitats.